# پاناس میرنی
پاناس میرنی (اوکراینی: Панас Мирний؛ ۱۳ مه ۱۸۴۹ – ۲۸ ژانویهٔ ۱۹۲۰) نویسنده اهل امپراتوری روسیه بود.